# Točník - hrad
Točník - hrad este o arie protejată (arie specială de conservare — SAC, sit de importanță comunitară — SCI) din Republica Cehă întinsă pe o suprafață de 0,4 ha, integral pe uscat.

## Localizare
Centrul sitului Točník - hrad este situat la coordonatele 49°53′26″N 13°53′14″E / 49.890556°N 13.887222°E.

## Înființare
Situl Točník - hrad a fost declarat sit de importanță comunitară în aprilie 2005 pentru a proteja 1 specie de animale. Situl a fost protejat și ca arie specială de conservare în iulie 2012.

## Biodiversitate
Situată în ecoregiunea continentală, aria protejată nu include niciun habitat protejat.
La baza desemnării sitului se află o specie protejată de  mamifere: liliac comun (Myotis myotis).